# Jakow Semjonowitsch Landa

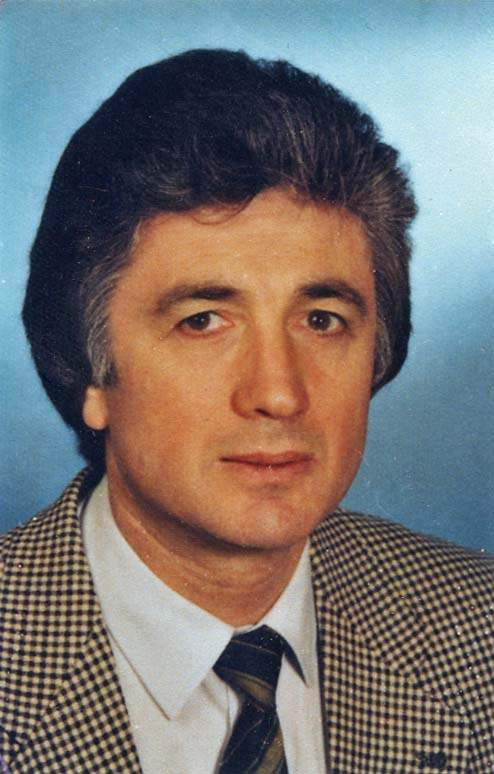
Jakow Landa

Jakow Semjonowitsch Landa (russisch Я́ков Семёнович Ла́нда; * 9. August 1948 in Odessa; † 18. April 2005 in Hannover) war ein sowjetischer Schriftsteller. Er verfasste Romane, Dramen und Essays.

## Familie, studentische Jahre, berufliche Entwicklung
Landa wurde als Sohn der Ärztin Maria Jakowlewna Barskoi und des Lehrers Semjon Semjonowitsch Landa in der Ukrainischen Sowjetrepublik geboren. Nach dem erfolgreichen Abschluss der Mittelschule studierte er an der Charkower Staatlichen Universität Physik. Das Diplom erwarb er auf dem Gebiet der Optik. Während des Studiums war Landa Mitglied des Studientheaters „SINT-63“.
Anschließend absolvierte Landa seinen zweijährigen Wehrdienst als Offizier, dann bekam er eine Arbeitsstelle in St. Petersburg als Programmierer im LOMO, einer bedeutenden Institution zur Entwicklung von optisch-mechanischen und optisch-elektronischen Geräten. Bald wechselte er an das Allunions-Forschungs- und Entwicklungsinstitut der Elektrotechnik.
1991 übersiedelte Landa, infolge des Zerfalls der Sowjetunion, nach Deutschland. Er arbeitete in Hannover als Manager einer Maschinenbaufirma.
Hier setzte er sich auch für die Gründung einer neuen jüdischen Gemeinde in Hannover ein.

## Schriftstellerische Tätigkeit
Jakow Landa begann erst während seiner Emigration in Deutschland zu schreiben. Sein erstes Essay erschien 1992 im Europäischen Journal und trug den Titel «Наши пришли» (Unsere Einwanderung). Es ist eine autobiografische Reportage für die Sendereihen Mensch und Umwelt und Schriftsteller am Mikrofon des Rundfunksenders „Freies Europa“.

## Werke
- 1994, Nichts Besonderes («Ничего особенного»). In: Русская мысль, № 4034, 6.–20. Juni, Paris
- 1994, Platzkarten («Плацкартный»). In: Русская мысль, № 4027, 4. Mai.
- 1994, Straßenmusikanten («Уличные музыканты»). In: Русская мысль, № 4029, 31. März–6. April.
- 1996, Beichte eines Konformisten oder Enquette, ausgefüllt im KGB («Исповедь конформиста или анкета, заполненная в КГБ»). In: Zweiundzwanzig, Nr. 99 (Moskau/Jerusalem); im Jahr 2000 auch erschienen in: 21. Jahrhundert, Helsinki
- 1999, Aufständische, Fortsetzungsroman («Постояльцы»). In: «Родная речь», № 1 (4) (Hannover)
- 2004, Das letzte Klingelzeichen, Fortsetzungsroman («Последний звонок»). In: Stern (Звезда), № 4
- 2005, Bilder zur Ausstellung («Картинки с выставки»). In: Mittag, 21. Jahrhundert, № 3, St. Petersburg
- 2005, Armee-Friese («Армейские байки»). In: Ausländische Schriften (Зарубежные записки), № 3, Dortmund
- 2005, Roter Pfeil («Красная стрела»). In: Studien, № 9, Berlin/Moskau

Sowie Veröffentlichungen in den Zeitungen/Zeitschriften «Культура», «Известия», «Европа-Центр» und «Грани».